# Verlag Oswald Mutze
Der Verlag Oswald Mutze war ein Verlag mit Sitz in Leipzig, der auf Publikationen mit spiritistischen, parapsychologischen, okkultistischen und esoterischen Inhalten spezialisiert und Ende des 19. Jahrhunderts der bedeutendste seiner Art im Deutschen Kaiserreich war.

## Geschichte
1866 eröffnete der aus Dippoldiswalde stammende Tuchmachersohn und überzeugte Spiritist Hermann Oswald Mutze (Oswald Mutze sen., 1841–1920) in der damaligen Bosenstraße, Ecke Königstraße (heute Nürnberger Straße, Ecke Goldschmidtstraße) eine Druckerei für Druckprodukte jedweder Art, die er im Februar 1872 um eine Verlagsbuchhandlung erweiterte. Die Verlagstätigkeit beinhaltete zunächst zwei annähernd gleichrangige Schwerpunkte, Theaterpublikationen (Drucke von Theaterstücken und Theaterzeitschriften wie die Neue Zeit, das Zentralorgan der Deutschen Genossenschaft dramatischer Autoren und Komponisten) sowie spiritistische Literatur. Bereits 1872/1873 gab Mutze die Spiritisch-rationalistische Zeitschrift heraus. In den folgenden Jahren spezialisierte er sich zunehmend fast ausschließlich auf die Themen Spiritismus, Parawissenschaften und Geheimwissen.
Mutzes wichtigster Redakteur, der Schriftsteller, Okkultist und Übersetzer Gregor Constantin Wittig (1834–1908), vermittelte den Kontakt zum hochrangigen und vermögenden russischen Staatsbeamten Aleksandr Nikolaevič Aksakov (1832–1903), der den Verlag bis zu seinem Tod entscheidend mitfinanzierte, so z. B. ab 1874 mit den Psychischen Studien als Nachfolger der Spiritisch-rationalistischen Zeitschrift.  Seit 1886 trug das Unternehmen offiziell den Namen Verlag Oswald Mutze. Ab 1897 war der Verlag Herausgeber der Zeitschrift für Spiritismus, Somnambulismus, Magnetismus, Spiritualismus und verwandte Gebiete (später nur noch Zeitschrift für Spiritismus und verwandte Gebiete). Als Mutze 1899 auch noch die Neuen spiritualistischen Blätter übernahm und diese in die Zeitschrift für Spiritismus und verwandte Gebiete aufgingen ließ, hatte er die wichtigsten deutschen Zeitschriften dieser Art in seinem Verlagsprogramm und warb darin entsprechend für die eigenen Bücher.
Da für den Verlag auch mehrere Übersetzer tätig waren, hatte man als besonderes Merkmal auch internationale Autoren in seinem Angebot, dazu zählten u. a. Andrew Jackson Davis, Alfred Russel Wallace, Allan Kardec oder William Crookes. Sie erschienen zumeist in der wichtigsten Buchreihe des Verlages, der Bibliothek des Spiritualismus für Deutschland. Diese wurde vom Leipziger Verleger Franz Wagner 1867 ins Leben gerufen und von 1874 bis 1890 mit insgesamt 19 Bänden von Mutze weitergeführt. Um die Wende vom 19. zum 20. Jahrhundert hatte der Verlag fast eine Monopolstellung auf dem Gebiet der spiritistischen, okkulten und esoterischen Literatur im Deutschen Reich. 1903 konnte der Verlag auch im Bereich der Psychologie einen großen Erfolg verzeichnen, in dem Jahr erschienen dort die Denkwürdigkeiten eines Nervenkranken vom Juristen und Autor Daniel Paul Schreber. In dem Buch beschrieb Schreber erstmals detailliert aus Sicht eines Betroffenen eine bei ihm im Jahr 1893 diagnostizierte Psychose. Bereits ein Jahr vor Schrebers Buch ließ der spätere Begründer der Analytischen Psychologie Carl Gustav Jung seine Doktorarbeit unter dem Titel Zur Psychologie und Pathologie Sogenannter Occulter Phänomene. Eine Psychiatrische Studie bei Mutze veröffentlichen.
Im Jahr 1897 übertrug Oswald Mutze sen. seinem Sohn Julius Joseph Oswald Mutze (Oswald Mutze jun., 1872–1947) die Handlungsvollmacht für das Unternehmen, 1900 trat dieser als Mitgesellschafter in den Verlag ein. Im März 1907 setzte sich Oswald Mutze sen. altersbedingt zur Ruhe. Ein weiterer Sohn von ihm, Victor Mutze (* 1875), wurde nun ebenfalls Mitgesellschafter im Unternehmen. Die beiden Brüder sollten den Verlag bis zu dessen Ende leiten.
Ab Anfang des 20. Jahrhunderts öffnete sich das Unternehmen auch wieder in andere Richtungen. Für die letzten beiden Jahrgänge 1909/1910 fungierte man z. B. noch einmal als Verlag des Musikalischen Wochenblatts, welches seit 1906 mit der Neuen Zeitschrift für Musik vereinigt war.
Nach der Machtergreifung der Nationalsozialisten konnte der Verlag Oswald Mutze 1933 noch die Lizenz der Reichsschrifttumskammer für das Weiterbestehen erhalten. In den kommenden Jahren geriet der Betrieb in eine Krise, so mussten 1934 die Zeitschrift für Parapsychologie (Nachfolger der Psychischen Studien) und 1941 die Zeitschrift für Seelenleben und verwandte Gebiete (Nachfolger der Zeitschrift für Spiritismus und verwandte Gebiete) ihr Erscheinen einstellen. Die Aktion gegen Geheimlehren und sogenannte Geheimwissenschaften unter der Leitung von Martin Bormann und Joseph Goebbels führte zum Ende des Verlags, am 30. September 1941 wurde das Unternehmen aufgelöst.

## Zeitschriftentitel des Verlags
- Neue Zeit. Wochenschrift für Deutsches Theater und Urheberrecht. Offizielles Organ der Deutschen Genossenschaft Dramatischer Autoren und Componisten 1–3 (1871–1873), ZDB-ID 1307935-9.
- Spiritisch-rationalistische Zeitschrift 1–2 (1872–1873), ZDB-ID 347708-3.
- Psychische Studien. Monatliche Zeitschrift vorzüglich der Untersuchung der wenig gekannten Phänomene des Seelenlebens gewidmet 1–52 (1874–1925), ZDB-ID 2233033-1.
- Zeitschrift für Spiritismus und verwandte Gebiete 1–18 (1897–1914), ISSN 2627-8030.
- Musikalisches Wochenblatt. Organ für Musiker und Musikfreunde 40–41 (1909–1910), ISSN 2976-1999
- Zeitschrift für Seelenleben und verwandte Gebiete 19–45 (1915–1941), ISSN 2627-8049.
- Die Indische Loge. Blätter für praktischen Okkultismus, Aufklärung und Lebenskunst (1919–1921), Nr. 1–14, ZDB-ID 556189-9.
- Zeitschrift für Parapsychologie. Vormals Psychische Studien 1–9 (1926–1934), ZDB-ID 2499303-7.